# Сеносъбирач на Форест
Сеносъбирач на Форест (Ochotona forresti) е вид бозайник от семейство Пики (Ochotonidae).

## Разпространение
Видът е разпространен в Бутан, Индия (Аруначал Прадеш, Асам и Сиким), Китай (Тибет и Юннан) и Мианмар.